# Katsuya Ishihara
Katsuya Ishihara (jap. 石原 克哉 Ishihara Katsuya; ur. 2 października 1978) – japoński piłkarz występujący na pozycji pomocnika. Obecnie występuje w Ventforet Kofu.

## Kariera klubowa
Od 2001 roku występował w klubie Ventforet Kofu.